# ليونيد ينجباروف
ليونيد ينجباروف (بالروسية: Леонид Георгиевич Енгибаров) هو مهرج وممثل أرميني سوفيتي من مواليد 15 مارس سنة 1935.
التحق في سنة 1955 بمدرسة فن السيرك قسم التهريج. وبعد تخرجه عمل بالسيرك الأرميني.
كان من أول المهرجين السوفيت الذين يبتكرون عروضًا، تدفع المشاهدين إلى التفكير مع الضحك. واعتبر في نهاية الستينات أحد أفضل المهرجين في بلاد الكتلة الشرقية. مثل في عدة أفلام منها «ظلال الأسلاف المنسيين».

## روابط خارجية
- ليونيد ينجباروف على موقع IMDb (الإنجليزية)
- ليونيد ينجباروف على موقع قاعدة بيانات الأفلام السويدية (السويدية)
- ليونيد ينجباروف على موقع قاعدة بيانات الفيلم (الإنجليزية)
- ليونيد ينجباروف على موقع كينوبويسك (الروسية)